# 尤珍
尤珍（1647年—1721年），字謹庸，一字慧珠，號滄湄，江南長洲縣（今屬江蘇省蘇州市）人，尤侗之子。歷任《大清會典》、《明史》、《三朝國史》纂修官，深於詩學。

## 生平
尤珍是康熙二十年（1681年）進士，曾任翰林院庶吉士，並出任大清會典、明史、三朝國史纂修官。他因濡染庭訓，深於詩學，每作一詩，字字求安，迴避譏彈之意。著有《滄湄劄記》，道作詩甘苦極詳。又有滄湄類稿五十捲，啐示錄二十捲。 

## 轶事
林語堂早年翻譯《幽夢影》時，曾引用尤慧珠語：「余情而痴则有之，才而趣则未能也。」（Miss Hueichu: I think I know the passion of love, but I have not the zest combined with talent.）誤將尤慧珠視作女性名。